# Hypocrita variabilis
Hypocrita variabilis là một loài bướm đêm thuộc phân họ Arctiinae, họ Erebidae.